# Y va... sangrando
Y va... sangrando es un EP de la banda de punk rock argentina Los Violadores, lanzado en 2004.
El cantante Pil Trafa lideró la banda para lanzar "Y va... sangrando", el EP consta de seis temas, y tiene a Tucán Barauskas como guitarrista y cocompositor, "El Niño" en bajo y Sergio Vall en batería.
Este trabajo se editó en Perú en versión extendida, incluyendo una recopilación de viejos temas de la banda como temas extra.
Esta placa es la única edición del sello Label Record.

## Lista de temas
1. Invierno
2. Y va... sangrando
3. Un espía en La Habana
4. El verano ya llegó
5. Morir en París
6. Oficial u opositor

## Formación
- Pil Trafa - voz
- Tucán Barauskas - guitarra
- Carlos "El Niño" Khayatte - bajo
- Sergio Vall - batería